# Crocidura fumosa
Crocidura fumosa је сисар из реда Soricomorpha.

## Угроженост
Ова врста се сматра рањивом у погледу угрожености врсте од изумирања.

## Распрострањење
Ареал врсте је ограничен на једну државу. 
Кенија је једино познато природно станиште врсте.

## Станиште
Станишта врсте су шуме и планине. 
Врста је по висини распрострањена до 3200 метара надморске висине.